# جنبیه

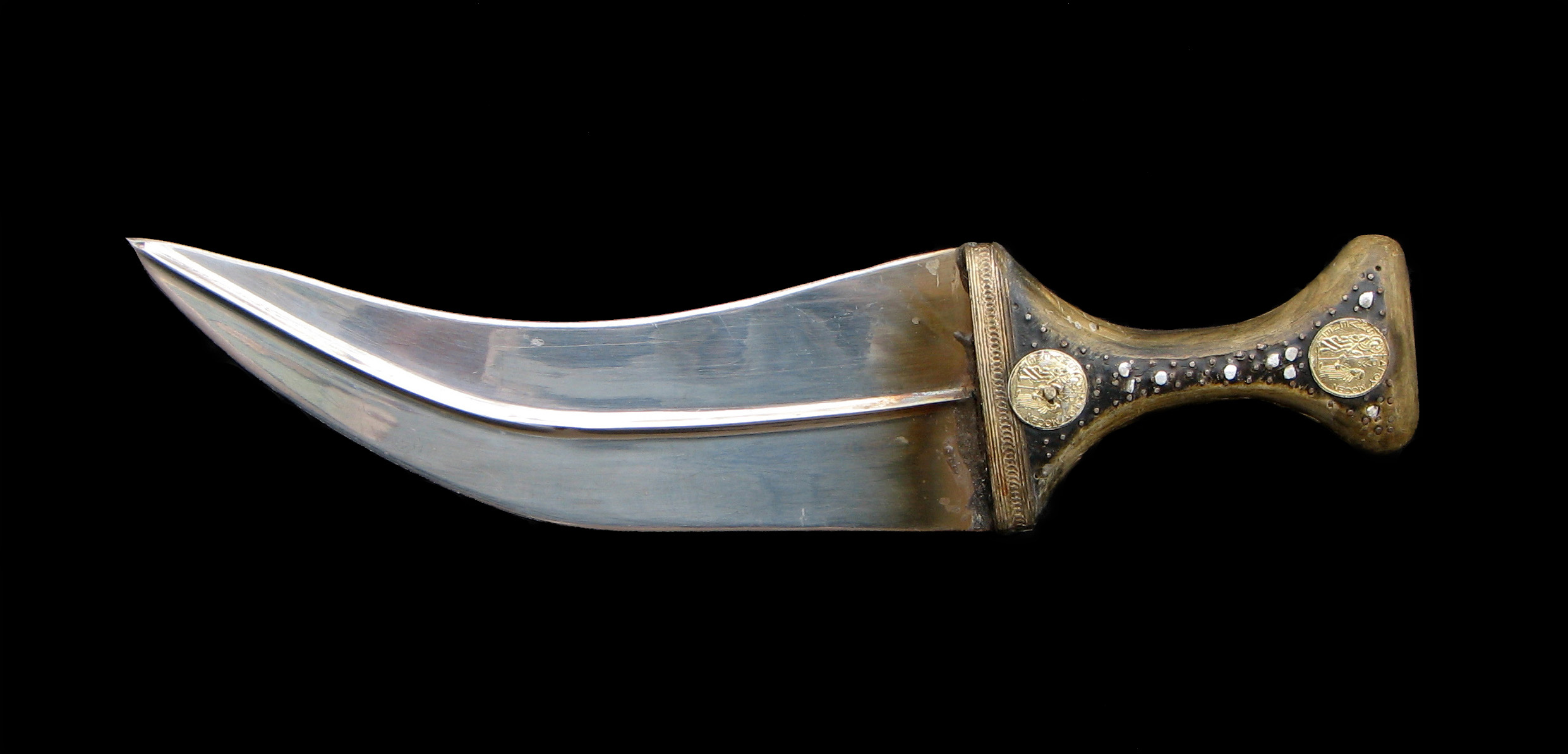
جنبیهٔ یمنی

جنبیه یک نوع خنجر عربی است که در کشورهای یمن، عمان و جنوب عربستان سعودی به عنوان یک تزئین در کنار لباس محلی استفاده می‌شود. جنبیه در واقع یکی از صنایع دستی سنتی جزیره‌العرب بوده‌است.